# I'm So Glad That I'm a Woman
I'm So Glad That I'm a Woman is een single van de Amerikaanse meidengroep Love Unlimited uit 1979. Het stond in hetzelfde jaar als eerste track op het album Love is Back.

## Achtergrond
I'm So Glad That I'm a Woman is geschreven door Barry White, Frank Wilson en Paul Politi en geproduceerd door White. Het nummer vertelt hoe fijn het is om een vrouw te zijn en hoe mannen niet zonder een vrouw kunnen leven. Het was vooral in Nederlands taalgebied een groot succes, zij het pas in het najaar van 1981. In zowel de Nederlandse Top 40, als de Nationale Hitparade als de Vlaamse hitlijst kwam het toen tot de tweede plek. Dit maakte het de grootste hit van de popgroep in dat gebied.

## NPO Radio 2 Top 2000
| Nummer met noteringen in de NPO Radio 2 Top 2000 | '99  | '00  | '01  |
| ------------------------------------------------ | ---- | ---- | ---- |
| I'm So Glad That I'm a Woman                     | 1701 | 1776 | 1627 |

1. ↑  Een vetgedrukt getal geeft de hoogste notering aan.
2. ↑  Deze tabel is bijgewerkt tot en met de laatste editie (2024).